# Mars Telecommunications Orbiter
A Mars Telecommunications Orbiter amerikai űrszonda lett volna, mely a tervek szerint 2009 szeptemberében indul, és egy évvel később áll pályára a Mars körül. Ez az első űrszonda, amelyet tudományos kutatás helyett főleg adattovábbításra terveztek. A Marson lévő űrszondák (Mars Science Laboratory, Mars Sample Return) jeleit fogadja és küldi a Földre. A küldetést 2005-ben törölték költségtakarékossági okokból, illetve mert a meglevő orbiterek (Mars Express, Mars Reconnaissance Orbiter) képesek a megfelelő sebességű adattovábbításra.

## Adatok
- Tömeg: 1800 kg;

## Külső hivatkozások
- Mars Exploration Program: Missions